# The Wohlstandskinder
The Wohlstandskinder est un groupe allemand de punk rock et rock alternatif, originaire d'Overath, actif entre 1995 et 2005.

## Histoire
Le groupe se forme en 1995. Outre quelques singles, le groupe sort six albums studio et est également représenté sur divers samplers. Des vidéos sont également produites pour les chansons Wie ein Stern et Kein Radiosong. Cette dernière est diffusée par VIVA. Dans le magazine musical Visions, The Wohlstandskinder sont représentés dans le no 85 d'avril 2000 sur la compilation All Areas Vol. 2 joint au magazine, aux côtés de groupes comme Bad Religion, Fishbone et The (International) Noise Conspiracy, avec la chanson Wir sich in Las Vegas.
Lors de leurs concerts, ils jouent entre autres en première partie de groupes comme The Offspring, Sum 41,, et H-Blockx. En 2005, le groupe fait une tournée de plus de 40 concerts pour fêter son dixième anniversaire. Le 11 novembre 2005, un double album live est publié, composé de morceaux de la tournée de printemps. Ce double DVD contient non seulement un montage de plusieurs concerts du groupe, mais aussi de nombreux bonus.
Le morceau Das Grau unserer Zeit de l'album Poppxapank commence par un extrait de l'adaptation cinématographique du roman Das Siebte Kreuz de l'écrivaine Anna Seghers, sorti en 1944.
Le 1er novembre 2019, des démos de répétition sont publiées via des services de streaming et par téléchargement sous le titre Wohlstandskinder - und mehr noch : Proberaumdemos 2005. 

## Discographie

### Albums studio
- 1997 : Für Recht und Ordnung
- 1997 : Poppxapank
- 1999 : Delikatessen 500 SL
- 2000 : En Garde
- 2002 : Baby, blau!
- 2004 : Dezibelkarate
- 2004 : Poppxapank (réédition)
- 2005 : Zwischen Image und Gewohnheit (double album live)
- 2006 : Für Recht und Ordnung (réédition)

### Démos
- 1996 : Mit Sex verkauft sich alles besser
- 2019 : Und mehr noch: Proberaum Demos 2005

### EP
- 1998 : Die 90er waren zum recyclen da
- 2001 : Untot macht hirnpolitisch (sous le nom Kindakacke)

### Singles
- 2002 : Wie ein Stern
- 2003 : Kein Radiosong
- 2004 : Der Penthouse Bewohner

### Promos
- 2000 : Wir sehen uns in Las Vegas (promo radio)
- 2000 : Wie ein Stern (promo radio)
- 2005 : ...10 Jahre live! (promo de tournée)

### DVD et VHS
- 2002 : Wie ein Stern (VHS)
- 2005 : Zwischen Image und Gewohnheit (double DVD)